# So Goes My Love
So Goes My Love (bra: Amor Tempestuoso) é um filme estadunidense de 1946, do gênero comédia romântica dramática, dirigido por Frank Ryan, estrelado por Myrna Loy e Don Ameche, e coestrelado por Rhys Williams, Bobby Driscoll e Richard Gaines. O roteiro de Bruce Manning e James Clifden foi baseado no livro de memórias "A Genius in the Family" (1936), de Hiram Percy Maxim, que foca em seu relacionamento com seu pai, Sir Hiram Stevens Maxim. O filme foi distribuído no Reino Unido como A Genius in the Family.
A trama retrata a história de uma mulher determinada a conhecer um homem rico, mas que acaba se casando com um inventor que enfrenta dificuldades.

## Sinopse
Em 1867, Jane Budden (Myrna Loy), filha de um fazendeiro de Boston, vende todo o seu rebanho de porcos e se muda para Brooklyn, com o único objetivo de encontrar um marido na cidade grande. No caminho para a casa de sua prima, Garnet Allison (Molly Lamont), ela conhece Hiram Maxim (Don Ameche), um inventor excêntrico que é vizinho de sua prima. Jane choca a sociedade local ao declarar que não está interessada em se casar por amor; ela apenas deseja um marido rico capaz de lhe proporcionar a vida de conforto e cultura que sempre almejou.
Apesar das suas grandes ambições, ela acaba se apaixonando por Maxim, que, apesar de tentar alcançar o sucesso com suas invenções para superar suas dificuldades financeiras, enfrenta obstáculos para se destacar. O amor que cresce entre Jane e Maxim os leva a dar o próximo passo em sua relação: o casamento. Com a união, não apenas fortalecem seu vínculo, mas também abrem as portas para um futuro promissor. As invenções de Maxim, antes desconhecidas, começam a chamar a atenção, o que pode trazer prestígio para ele e prosperidade para o casal.

## Elenco
- Myrna Loy como Jane Budden Maxim
- Don Ameche como Hiram Stephens Maxim
- Rhys Williams como Magel
- Bobby Driscoll como Percy Maxim
- Richard Gaines como Sr. Josephus Ford
- Molly Lamont como Garnet Allison
- Sarah Padden como Bridget
- Renie Riano como Emily
- Clara Blandick como Sra. Meade
- Howard Freeman como Willis
- John Gallaudet como Theodore Allison

## Produção
Os títulos de produção do filme foram "A Genius in the Family" e "The Life of Hiram Percy Maxim".
A produção marcou o primeiro papel de Myrna Loy como atriz freelancer após o término do seu contrato com a Metro-Goldwyn-Mayer. Além disso, foi o primeiro filme que Bruce Manning e Jack H. Skirball produziram para a Universal Pictures.
Bobby Driscoll, contratado da Disney, foi emprestado para a Universal para conseguir participar do filme.
O verdadeiro Sir Hiram Stevens Maxim, nascido no Maine em 1840, tornou-se cidadão britânico em 1900 e foi agraciado com o título de cavaleiro da Ordem do Império Britânico pela Rainha Vitória no ano seguinte, em reconhecimento às suas muitas invenções. Seu filho, Hiram Percy Maxim, escreveu o livro de memórias no qual o roteiro foi vagamente baseado, além de ter dado continuidade à tradição familiar de ser um inventor.
As fachadas das casas utilizadas no filme foram construídas no Estúdio 12 da Universal. Em 1950, duas delas foram transferidas para o novo set de filmagens do estúdio, chamado Colonial Street. A "Casa Maxim" mais tarde apareceu na série de televisão "The Munsters" e no filme "One Desire" (1955), enquanto a "Casa Allison" foi vista no filme "Harvey" (1950). Posteriormente, a "Casa Allison" foi renomeada para "Casa Harvey" e foi usada no filme "The Ghost and Mr. Chicken" (1966). Quando a série de televisão "Desperate Housewives" começou a ser produzida, o set Colonial Street foi renomeado para Wisteria Lane. A "Casa Harvey" passou a ser conhecida como 4349 Wisteria Lane, enquanto a "Casa Maxim", que havia sido renomeada para "Casa Munster", tornou-se 4351 Wisteria Lane.

## Recepção
Bosley Crowther, em sua crítica para o jornal The New York Times, escreveu: "O Sr. Ameche oferece uma de suas performances mais cativantes como o excêntrico inventor. E Myrna Loy é totalmente encantadora, quando não se esforça muito para ser tímida, como a garota com ideias não convencionais que desceu de Boston ao Brooklyn em 1867 para conseguir um marido. O que os produtores de So Goes My Love criaram são oitenta e oito minutos de doce felicidade conjugal, com um esboço incidental e unidimensional de um homem muito incomum ... Mas será uma decepção, e grande, para aqueles que foram apresentados ao inventor da metralhadora Maxim por seu falecido filho e que riram das reminiscências que surgiram com humor contagiante em A Genius in the Family".